# Afterglow: Later Poems
Afterglow: Later Poems – tomik wierszy amerykańskiej poetki Julii Caroline Ripley Dorr (1825-1913), opublikowany w Nowym Jorku przez oficynę Charles Scribner’s Sons w 1901. Stustronicowy tomik zawiera 36 utworów. Rozpoczyna się sonetystycznymi dylogiami Inconsistency i Whom the Gods Love. Oprócz tego w zbiorku znalazły się wiersze Hush!, Thy Songs and Mine, A Poet’s Wife, Do They Measure Time Where Thou Art, The Wise Men i A Knight-Errant. Wiele z zaprezentowanych utworów to sonety.